# Anaglyphites pluricavus
Anaglyphites pluricavus is een keversoort uit de familie Cupedidae. De wetenschappelijke naam van de soort is voor het eerst geldig gepubliceerd in 2006 door Soriano & Delclòs.